# 鄒璘
鄒璘（？—？），號復齋，四川成都府华阳县人，明末清初官员。

## 生平
崇祯三年（1630年）庚午科四川乡试舉人，十三年（1640年）庚辰科進士，户部观政。